# Iriși (pictură)
Iriși este o pictură în ulei pe pânză de 71 × 93 cm, realizată în 1889 de pictorul olandez Vincent Willem van Gogh. Opera se află la Muzeul J. Paul Getty din Los Angeles.